# Виртоп (Констанца)
Виртоп (рум. Vârtop) — село у повіті Констанца в Румунії. Входить до складу комуни Албешть.
Село розташоване на відстані 195 км на схід від Бухареста, 44 км на південний захід від Констанци.

## Населення
За даними перепису населення 2002 року у селі проживали 292 особи, з них 291 особа (99,7%) румунів. Усі жителі села рідною мовою назвали румунську.